# Arybbas
Arybbas ou Arrybas (en grec ancien Αρύββας / Arybbas) est l'un des sômatophylaques (garde du corps) d'Alexandre le Grand. Il est probablement membre de la tribu des Molosses d'Épire, et peut-être un parent d'Olympias, à en juger par sa haute réputation à la cour macédonienne. 
Il est apparemment l'un des sept sômatophylaques hérités par Alexandre de Philippe II, qui peut avoir cherché un certain type de représentation régionale. Il meurt de maladie en Égypte au cours de l'hiver 332 av. J.-C. Il est remplacé par Léonnatos.

## Sources antiques
- Arrien, Anabase [lire en ligne].
- Quinte-Curce, L'Histoire d'Alexandre le Grand [lire en ligne].